# Мёрсанж
Мёрса́нж (фр. Meursanges) — коммуна во Франции, находится в регионе Бургундия. Департамент коммуны — Кот-д’Ор. Входит в состав кантона Бон-Юг. Округ коммуны — Бон.
Код INSEE коммуны — 21411.

## Население
Население коммуны на 2010 год составляло 485 человек.
| 1962 | 1968 | 1975 | 1982 | 1990 | 1999 | 2010 |
| ---- | ---- | ---- | ---- | ---- | ---- | ---- |
| 288  | 262  | 242  | 285  | 312  | 363  | 485  |

## Экономика
В 2010 году среди 330 человек трудоспособного возраста (15—64 лет) 267 были экономически активными, 63 — неактивными (показатель активности — 80,9 %, в 1999 году было 76,1 %). Из 267 активных жителей работали 249 человек (134 мужчины и 115 женщин), безработных было 18 (10 мужчин и 8 женщин). Среди 63 неактивных 27 человек были учениками или студентами, 21 — пенсионерами, 15 были неактивными по другим причинам.